# Castello di Sant’Eusanio Forconese
Das Castello di Sant’Eusanio Forconese ist die Ruine einer Höhenburg am Monte Cerro in der italienischen Gemeinde Sant’Eusanio Forconese in der Provinz L’Aquila.

## Geschichte
Die Anlage wurde im 12. oder 13. Jahrhundert als eingefriedete Burg errichtet, die der Bevölkerung im Falle der Gefahr Schutz bot. Die Tatsache, dass sich im Inneren eine Zisterne für Trinkwasser befand, lässt allerdings daran denken, dass die Anlage im Gegensatz zu anderen eingefriedeten Burgen der Gegend darauf ausgelegt war, auch lange Zeit Zufluchtsstätte zu sein.
Ihre Lage in der Mitte des Tales zwischen dem Castello di Ocre auf der einen Seite und dem Castello di San Pio delle Camere und dem Castello di Barisciano auf der anderen Seite verlieh der Burg eine strategische Rolle in der Verteidigung der Stadt L’Aquila.

## Beschreibung

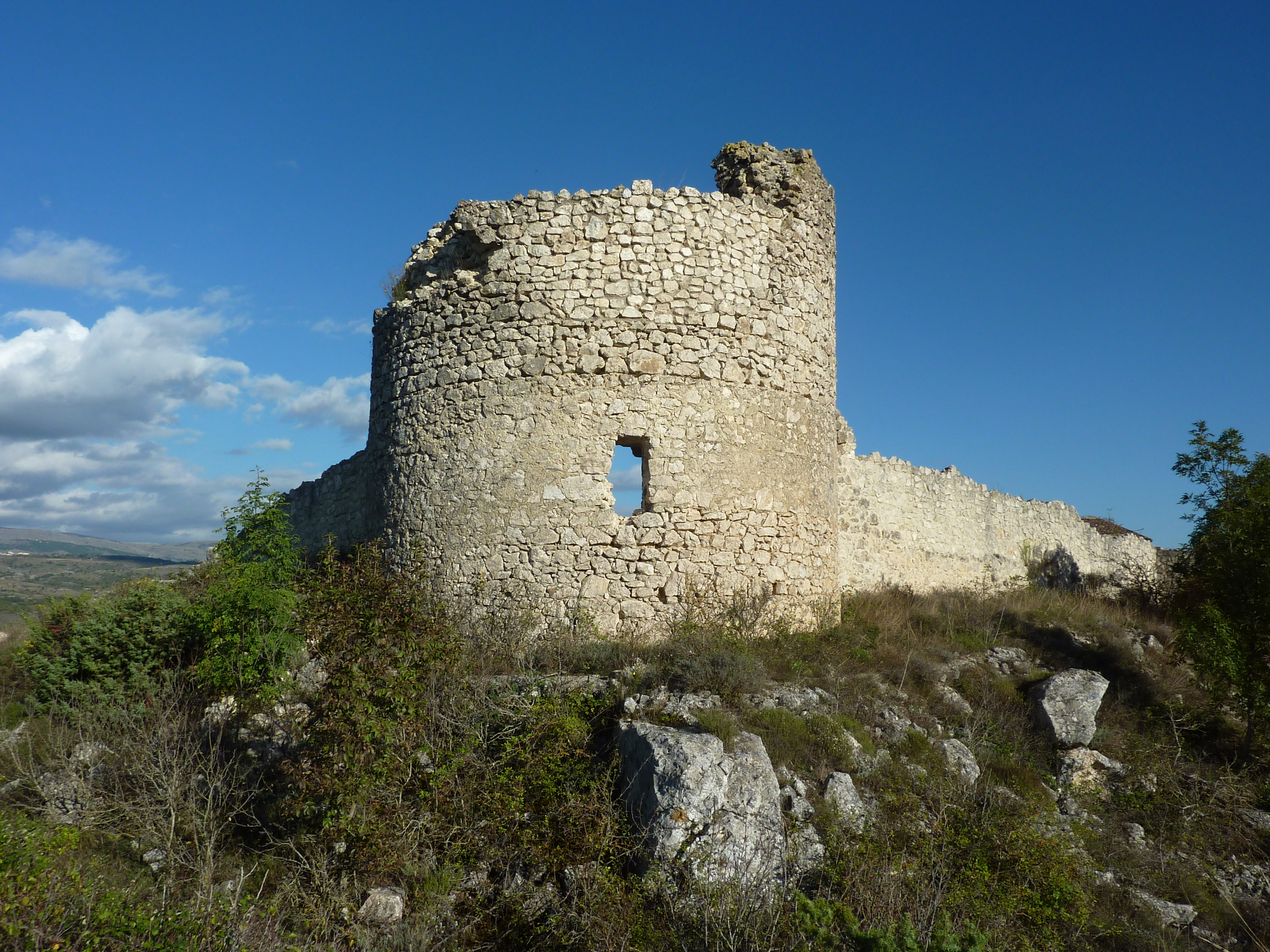
Der große Turm

Die Einfriedung ist rechteckig und besteht aus einer Verbindungsmauer zwischen fünf halbrunden Türmen, deren Innendurchmesser zwischen 3 Metern und 5 Metern schwankt, und vier quadratischen Türmen. Die Mauern sind ungefähr einen Meter dick und zwischen 5 und 7 Metern hoch. Auf der Westseite der Einfriedung schützt neben der natürlichen Geländeform ein Burggraben die Anlage.
Der Eingang besteht aus einem Spitzbogentor und dahinter einem Turm mit quadratischem Grundriss, hinter dem die Kirche Madonna del Castello liegt, in der am ersten Sonntag im August das Patrozinium gefeiert wird. Diese Kirche wurde im 17. oder 18. Jahrhundert im Inneren der Einfriedung errichtet, als die Burg ihre Verteidigungsfunktion schon verloren hatte.